# Reugny (Allier)
Reugny – miejscowość i gmina we Francji, w regionie Owernia-Rodan-Alpy, w departamencie Allier.

## Demografia
Według danych na rok 1990 gminę zamieszkiwały 263 osoby, a gęstość zaludnienia wynosiła 34 osoby/km². W styczniu 2015 r. Reugny zamieszkiwało 271 osób, przy gęstości zaludnienia wynoszącej 35 osób/km².